# Cabo Columbia

Mapa do Cabo Columbia e do mar de Lincoln

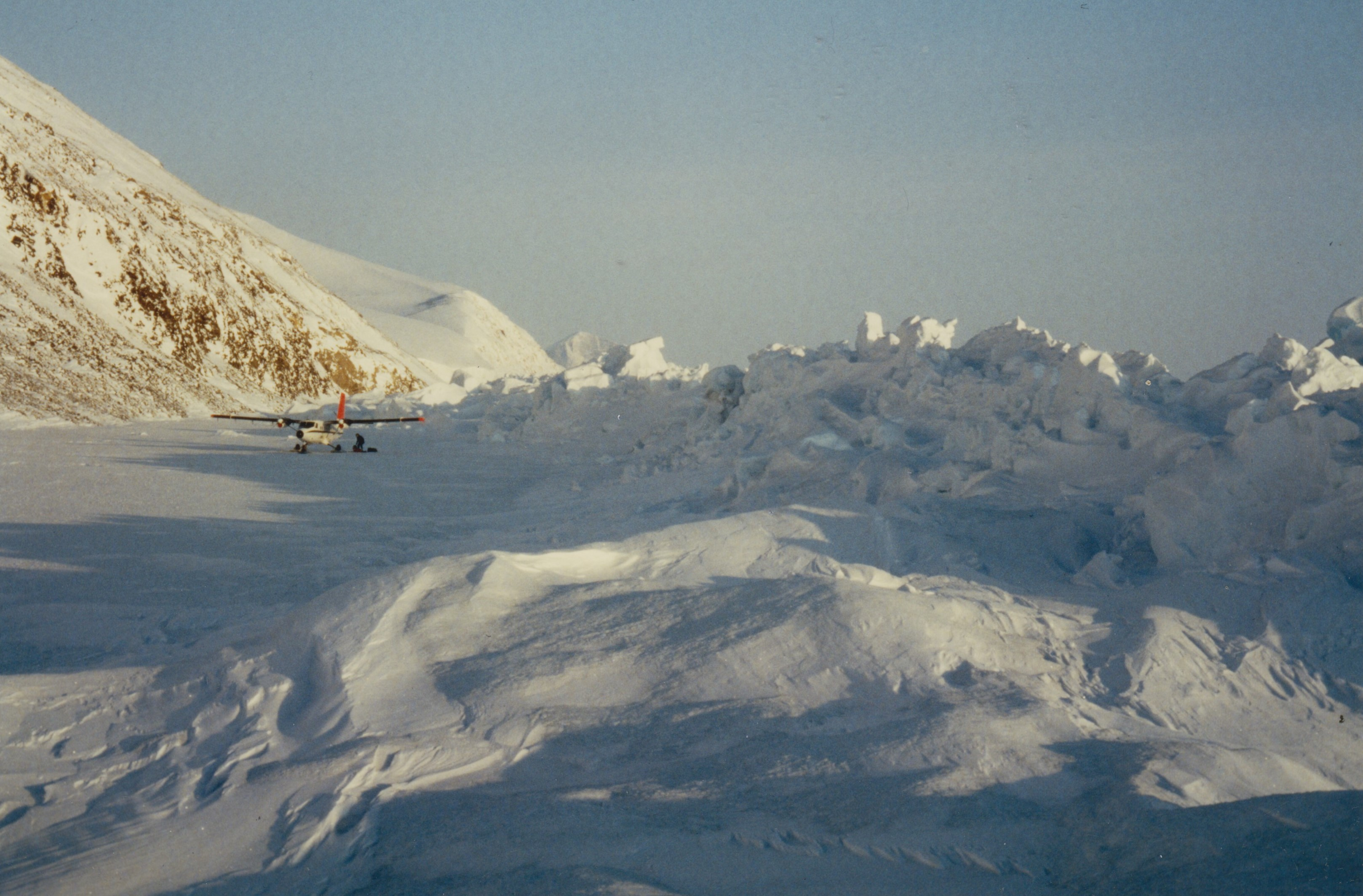
O gelo do oceano Ártico se acumula ao largo de Cabo Columbia, Ilha Ellesmere, em abril de 1990

O Cabo Columbia é o ponto mais setentrional do Canadá, situado na ilha Ellesmere em 83°06'41"N, 69°57'30"W. Marca o limite ocidental do mar de Lincoln no oceano Árctico. É a terra mais a norte fora da Gronelândia. A distância ao Polo Norte é de 769 km em linha reta.
O Cabo Columbia foi visto pela primeira vez por George Nares, explorador britânico, durante uma expedição entre 1875 e 1876. O Cape Columbia Depot era a "base" mais setentrional da aventura de Robert Peary na corrida ao Polo Norte.